# برتونيلة برتلزية
برتونيلة برتلزية (الاسم العلمي: Bartonella birtlesii) هي نوع من البكتيريا تتبع جنس البرتونيلة من فصيلة البارتونيلات.